# Ecuaciones de Euler (fluidos)
Esta página trata sobre el flujo de fluidos compresibles. Mas ecuaciones de Euler en la Wikipedia en Ecuaciones de Euler.
En dinámica de fluidos, las ecuaciones de Euler son las que describen el movimiento de un fluido compresible no viscoso. Su expresión corresponde a las ecuaciones de Navier-Stokes cuando las componentes disipativas son despreciables frente a las convectivas, esto nos lleva a las siguientes condiciones que se pueden deducir a través del análisis de magnitudes de las Navier-Stokes:

{\displaystyle Re={\frac {\rho _{0}U_{0}L_{0}}{\mu }}\gg 1}

Aunque habitualmente se expresan en la forma mostrada en este artículo dado que de este modo se enfatiza el hecho de que representan directamente la conservación de masa, momento y energía. Estas ecuaciones se llaman así en honor de Leonhard Euler quien las dedujo directamente de las leyes de Newton (para el caso no-relativista).

## Ecuaciones de Euler incompresibles con densidad constante y uniforme
En forma convectiva, es decir, la forma con la operador convectivo explicitado en la ecuación de momento, las ecuaciones de Euler incompresibles en caso de densidad constante en el tiempo y uniforme en el espacio son:
| Ecuaciones de Euler incompresibles con densidad constante y uniforme (forma convectiva o lagrangiana) {\displaystyle \left\{{\begin{aligned}{D\mathbf {u} \over Dt}&=-\nabla w+\mathbf {g} \\\nabla \cdot \mathbf {u} &=0\end{aligned}}\right.} |
donde:
- {\displaystyle \mathbf {u} } es la velocidad de flujo vector, con componentes en un espacio N -dimensional {\displaystyle u_{1},u_{2},\dots ,u_{N}},
- {\displaystyle {D\mathbf {v}  \over Dt}={\partial \mathbf {v}  \over \partial t}+\mathbf {u} \cdot \nabla \mathbf {v} }, para una función genérica (o campo) {\displaystyle \mathbf {v} } denota su derivada material en el tiempo con respecto al campo advectivo {\displaystyle \mathbf {u} } y
- {\displaystyle \nabla w} es el gradiente del trabajo termodinámico específico (en el sentido de por unidad de masa), el término fuente interno, y
- {\displaystyle \nabla \cdot \mathbf {u} } es la  divergencia de la velocidad de flujo.
- {\displaystyle \mathbf {g} } representa la  fuerza de la gravedad (por unidad de masa) actuando sobre el continuo, por ejemplo gravedad, aceleración inercial,  aceleración del campo eléctrico, etc.

La primera ecuación es la ecuación del momentum de Euler con densidad uniforme (para esta ecuación tampoco podría ser constante en el tiempo). Expandiendo la derivada material, las ecuaciones se convierten en:
{\displaystyle \left\{{\begin{aligned}{\partial \mathbf {u}  \over \partial t}+(\mathbf {u} \cdot \nabla )\mathbf {u} &=-\nabla w+\mathbf {g} \\\nabla \cdot \mathbf {u} &=0\end{aligned}}\right.}
De hecho para un flujo con densidad uniforme {\displaystyle \rho _{0}} se cumple la siguiente identidad:
{\displaystyle \nabla w\equiv \nabla \left({\frac {p}{\rho _{0}}}\right)={\frac {1}{\rho _{0}}}\nabla p}
donde {\displaystyle p} es la presión mecánica. La segunda ecuación es la restricción incompresible, que establece que la velocidad del flujo es un campo solenoidal (el orden de las ecuaciones no es causal, sino que subraya el hecho de que la restricción incompresible no es una forma degenerada de la ecuación de continuidad, sino más bien de la ecuación de energía, como quedará claro a continuación). En particular, la ecuación de continuidad sería necesaria también en este caso incompresible como una tercera ecuación adicional en caso de que la densidad varíe en el tiempo o varíe en el espacio. Por ejemplo, con densidad uniforme pero variable en el tiempo, la ecuación de continuidad a añadir al conjunto anterior correspondería a:
{\displaystyle {\frac {\partial \rho }{\partial t}}=0}
Así pues, el caso de densidad constante y' uniforme es el único que no requiere la ecuación de continuidad como ecuación adicional, independientemente de la presencia o ausencia de la restricción incompresible. De hecho, el caso de las ecuaciones de Euler incompresibles con densidad constante y uniforme que se discute aquí es un modelo de juguete que presenta sólo dos ecuaciones simplificadas, por lo que es ideal para fines didácticos aunque con una relevancia física limitada.
Las ecuaciones anteriores representan respectivamente la conservación de la masa (1 ecuación escalar) y la momentum (1 ecuación vectorial que contiene {\displaystyle N} componentes escalares, donde {\displaystyle N} es la dimensión física del espacio de interés). La velocidad de flujo y la presión son las llamadas variables físicas.
En un sistema de coordenadas dado por {\displaystyle \left(x_{1},\dots ,x_{N}\right)} los vectores velocidad y fuerza externa {\displaystyle \mathbf {u} } y {\displaystyle \mathbf {g} } tienen componentes {\displaystyle (u_{1},\dots ,u_{N})} y {\displaystyle \left(g_{1},\dots ,g_{N}\right)}, respectivamente. Entonces las ecuaciones pueden expresarse en notación de subíndice como:
Singularidades{\displaystyle \left\{{\begin{aligned}{\partial u_{i} \over \partial t}+\sum _{j=1}^{N}{\partial \left(u_{i}u_{j}+w\delta _{ij}\right) \over \partial x_{j}}&=g_{i}\\\sum _{i=1}^{N}{\partial u_{i} \over \partial x_{i}}&=0\end{aligned}}\right.}
donde los subíndices {\displaystyle i} y {\displaystyle j} etiquetan los componentes espaciales de N dimensiones, y {\displaystyle \delta _{ij}} es el Delta de Kronecker. También es frecuente el uso de la notación de Einstein (donde la suma está implícita por índices repetidos en lugar de notación sigma).

### Propiedades
Aunque Euler presentó por primera vez estas ecuaciones en 1755, muchas cuestiones fundamentales sobre ellas siguen sin respuesta.
En tres dimensiones espaciales, en ciertos escenarios simplificados, las ecuaciones de Euler producen singularidades.
Las soluciones suaves de las ecuaciones libres (en el sentido de sin término fuente: g=0) satisfacen la conservación de la energía cinética específica:
{\displaystyle {\partial  \over \partial t}\left({\frac {1}{2}}u^{2}\right)+\nabla \cdot \left(u^{2}\mathbf {u} +w\mathbf {u} \right)=0}
En el caso unidimensional sin el término fuente (tanto el gradiente de presión como la fuerza externa), la ecuación del momentum se convierte en la ecuación de Burgers no viscosa:
{\displaystyle {\partial u \over \partial t}+u{\partial u \over \partial x}=0}
Se trata de una ecuación modelo que aporta muchas ideas sobre las ecuaciones de Euler.

### Sin dimensionalización
Para que las ecuaciones sean adimensionales, es necesario definir una longitud característica {\displaystyle r_{0}} y una velocidad característica {\displaystyle u_{0}}. Estas deben elegirse de forma que las variables adimensionales sean todas de orden uno. Se obtienen así las siguientes variables adimensionales:
{\displaystyle {\begin{aligned}u^{*}&\equiv {\frac {u}{u_{0}}},\\[5pt]r^{*}&\equiv {\frac {r}{r_{0}}},\\[5pt]t^{*}&\equiv {\frac {u_{0}}{r_{0}}}t,\\[5pt]p^{*}&\equiv {\frac {w}{u_{0}^{2}}},\\[5pt]\nabla ^{*}&\equiv r_{0}\nabla \end{aligned}}}
y del campo vector unitario:
{\displaystyle {\hat {\mathbf {g} }}\equiv {\frac {\mathbf {g} }{g}},}
La sustitución de estas relaciones inversas en las ecuaciones de Euler, que definen el número de Froude, da como resultado (omitiendo el * en apix):
| Ecuaciones de Euler incompresibles con densidad constante y uniforme (forma no dimensional ) {\displaystyle \left\{{\begin{aligned}{D\mathbf {u} \over Dt}&=-\nabla w+{\frac {1}{\mathrm {Fr} }}{\hat {\mathbf {g} }}\\\nabla \cdot \mathbf {u} &=0\end{aligned}}\right.} |
Las ecuaciones de Euler en el límite de Froude (sin campo externo) se denominan ecuaciones libres y son conservativas. El límite de números de Froude altos (campo externo bajo) es, por tanto, notable y puede estudiarse con teoría de perturbaciones.

### Forma de conservación
La forma de conservación enfatiza las propiedades matemáticas de las ecuaciones de Euler, y especialmente la forma contraída es a menudo la más conveniente para las simulaciones de dinámica de fluidos computacional. Computacionalmente, existen algunas ventajas en el uso de las variables conservadas. Esto da lugar a una gran clase de métodos numéricos
llamados métodos conservativos.
Las ecuaciones libres de Euler son conservativas, en el sentido de que son equivalentes a una ecuación de conservación:
{\displaystyle {\frac {\partial \mathbf {y} }{\partial t}}+\nabla \cdot \mathbf {F} ={\mathbf {0} },}
o simplemente en notación de Einstein:
{\displaystyle {\frac {\partial y_{j}}{\partial t}}+{\frac {\partial f_{ij}}{\partial r_{i}}}=0_{i},}
donde la cantidad de conservación {\displaystyle \mathbf {y} } en este caso es un vector, y {\displaystyle \mathbf {F} } es una matriz de  flujo. Esto puede demostrarse sencillamente:
{\displaystyle \nabla \cdot (w\mathbf {I} )=\mathbf {I} \cdot \nabla w+w\nabla \cdot \mathbf {I} =\nabla w}
{\displaystyle \mathbf {u} \cdot \nabla \cdot \mathbf {u} =\nabla \cdot (\mathbf {u} \otimes \mathbf {u} )}
donde {\displaystyle \otimes } denota el producto exterior. Las mismas identidades expresadas en notación de Einstein son:
{\displaystyle \partial _{i}\left(w\delta _{ij}\right)=\delta _{ij}\partial _{i}w+w\partial _{i}\delta _{ij}=\delta _{ij}\partial _{i}w=\partial _{j}w}
{\displaystyle u_{j}\partial _{i}u_{i}=\partial _{i}\left(u_{i}u_{j}\right)}
donde I es la matriz identidad de dimensión N y δij su elemento general, el delta de Kroenecker.
Gracias a estas identidades vectoriales, las ecuaciones de Euler incompresibles con densidad constante y uniforme y sin campo externo pueden ponerse en la forma diferencial llamada de conservación (o euleriana), con notación vectorial:
{\displaystyle \left\{{\begin{aligned}{\partial \mathbf {u}  \over \partial t}+\nabla \cdot \left(\mathbf {u} \otimes \mathbf {u} +w\mathbf {I} \right)&=\mathbf {0} \\{\partial 0 \over \partial t}+\nabla \cdot \mathbf {u} &=0,\end{aligned}}\right.}
o con la notación de Einstein:
{\displaystyle \left\{{\begin{aligned}\partial _{t}u_{j}+\partial _{i}\left(u_{i}u_{j}+w\delta _{ij}\right)&=0\\\partial _{t}0+\partial _{j}u_{j}&=0,\end{aligned}}\right.}
Entonces las ecuaciones de Euler incompresibles con densidad uniforme tienen variables de conservación:
{\displaystyle {\mathbf {y} }={\begin{pmatrix}\mathbf {u} \\0\end{pmatrix}};\qquad {\mathbf {F} }={\begin{pmatrix}\mathbf {u} \otimes \mathbf {u} +w\mathbf {I} \\\mathbf {u} \end{pmatrix}}.}
Nótese que en la segunda componente u es por sí mismo un vector, con longitud N, por lo que y tiene longitud N+1 y F tiene tamaño N(N+1). En 3D por ejemplo y tiene longitud 4, I tiene tamaño 3×3 y F tiene tamaño 4×3, por lo que las formas explícitas son:
{\displaystyle {\mathbf {y} }={\begin{pmatrix}u_{1}\\u_{2}\\u_{3}\\0\end{pmatrix}};\quad {\mathbf {F} }={\begin{pmatrix}u_{1}^{2}+w&u_{1}u_{2}&u_{1}u_{3}\\u_{2}u_{1}&u_{2}^{2}+w&u_{2}u_{3}\\u_{3}u_{1}&u_{3}u_{2}&u_{3}^{2}+w\\u_{1}&u_{2}&u_{3}\end{pmatrix}}.}

### Dimensiones espaciales
Para ciertos problemas, especialmente cuando se utilizan para analizar el flujo compresible en un conducto o en caso de que el flujo sea cilíndrica o esféricamente simétrico, las ecuaciones de Euler unidimensionales son una primera aproximación útil. Generalmente, las ecuaciones de Euler se resuelven por el método de las características de Riemann. Esto implica encontrar curvas en el plano de variables independientes (es decir, {\displaystyle x} y {\displaystyle t}) a lo largo de las cuales las ecuaciones diferenciales parciales (EDP) degeneran en ecuaciones diferenciales ordinarias (EDO). [Las soluciones numéricas de las ecuaciones de Euler se basan en gran medida en el método de las características.

## Ecuaciones de Euler incompresibles
En forma convectiva las ecuaciones de Euler incompresibles en caso de densidad variable en el espacio son:
| Ecuaciones de Euler incompresibles (forma convectiva o lagrangiana) {\displaystyle \left\{{\begin{aligned}{D\rho \over Dt}&=0\\{D\mathbf {u} \over Dt}&=-{\frac {\nabla p}{\rho }}+\mathbf {g} \\\nabla \cdot \mathbf {u} &=0\end{aligned}}\right.} |
donde las variables adicionales son:
- {\displaystyle \rho } es la densidad del fluido,
- {\displaystyle p} es la presión, {\displaystyle p=\rho w}

La primera ecuación, que es la nueva, es la ecuación de continuidad incompresible. De hecho la ecuación de continuidad general sería:
{\displaystyle {\partial \rho  \over \partial t}+\mathbf {u} \cdot \nabla \rho +\rho \nabla \cdot \mathbf {u} =0}
pero aquí el último término es idénticamente cero para la restricción de incompresibilidad.

### Fórmula de conservación
Las ecuaciones de Euler incompresibles en el límite de Froude son equivalentes a una única ecuación de conservación con cantidad conservada y flujo asociado respectivamente:
{\displaystyle {\mathbf {y} }={\begin{pmatrix}\rho \\\rho \mathbf {u} \\0\end{pmatrix}};\qquad {\mathbf {F} }={\begin{pmatrix}\rho \mathbf {u} \\\rho \mathbf {u} \otimes \mathbf {u} +p\mathbf {I} \\\mathbf {u} \end{pmatrix}}.}
aquí {\displaystyle \mathbf {y} } tiene longitud {\displaystyle N+2} y {\displaystyle \mathbf {F} } tiene tamaño {\displaystyle (N+2)N}.  En general (no sólo en el límite de Froude) las ecuaciones de Euler son expresables como:
{\displaystyle {\frac {\partial }{\partial t}}{\begin{pmatrix}\rho \\\rho \mathbf {u} \\0\end{pmatrix}}+\nabla \cdot {\begin{pmatrix}\rho \mathbf {u} \\\rho \mathbf {u} \otimes \mathbf {u} +p\mathbf {I} \\\mathbf {u} \end{pmatrix}}={\begin{pmatrix}0\\\rho \mathbf {g} \\0\end{pmatrix}}}

### Variables de conservación
Las variables de las ecuaciones en forma de conservación aún no están optimizadas. De hecho podríamos definir:
{\displaystyle {\mathbf {y} }={\begin{pmatrix}\rho \\\mathbf {j} \\0\end{pmatrix}};\qquad {\mathbf {F} }={\begin{pmatrix}\mathbf {j} \\{\frac {1}{\rho }}\,\mathbf {j} \otimes \mathbf {j} +p\mathbf {I} \\{\frac {\mathbf {j} }{\rho }}\end{pmatrix}}.}
donde:
- {\displaystyle \mathbf {j} =\rho \mathbf {u} } es la densidad de momentum, una variable de conservación.

| Ecuaciones de Euler incompresibles (conservación o forma euleriana) {\displaystyle {\frac {\partial }{\partial t}}{\begin{pmatrix}\rho \\\mathbf {j} \\0\end{pmatrix}}+\nabla \cdot {\begin{pmatrix}\mathbf {j} \\{\frac {1}{\rho }}\,\mathbf {j} \otimes \mathbf {j} +p\mathbf {I} \\{\frac {\mathbf {j} }{\rho }}\end{pmatrix}}={\begin{pmatrix}0\\\mathbf {f} \\0\end{pmatrix}}} |
donde:
- {\displaystyle \mathbf {f} =\rho \mathbf {g} } es la Densidad de fuerza, una variable conservativa

## Ecuaciones de Euler
En forma diferencial convectiva, las ecuaciones de Euler compresibles (y más generales) pueden escribirse brevemente con la notación derivada material:
| Ecuaciones de Euler (forma convectiva) {\displaystyle \left\{{\begin{aligned}{D\rho \over Dt}&=-\rho \nabla \cdot \mathbf {u} \\[1.2ex]{\frac {D\mathbf {u} }{Dt}}&=-{\frac {\nabla p}{\rho }}+\mathbf {g} \\[1.2ex]{De \over Dt}&=-{\frac {p}{\rho }}\nabla \cdot \mathbf {u} \end{aligned}}\right.} |
donde las variables adicionales aquí son:
- {\displaystyle e} es la energía interna específica (energía interna por unidad de masa).

Las ecuaciones anteriores representan la conservación de la masa, la del momentum y la de la energía: la ecuación de la energía expresada en la variable energía interna permite comprender el vínculo con el caso incompresible, pero no es de la forma más sencilla.
La densidad de masa, la velocidad de flujo y la presión son las llamadas variables convectivas (o variables físicas, o variables lagrangianas), mientras que la densidad de masa, la densidad de momentum y la densidad de energía total son las llamadas variables conservadas (también llamadas eulerianas, o variables matemáticas).
Si se expande la derivada material las ecuaciones anteriores son:
{\displaystyle \left\{{\begin{aligned}{\partial \rho  \over \partial t}+\mathbf {u} \cdot \nabla \rho +\rho \nabla \cdot \mathbf {u} &=0\\[1.2ex]{\frac {\partial \mathbf {u} }{\partial t}}+\mathbf {u} \cdot \nabla \mathbf {u} +{\frac {\nabla p}{\rho }}&=\mathbf {g} \\[1.2ex]{\partial e \over \partial t}+\mathbf {u} \cdot \nabla e+{\frac {p}{\rho }}\nabla \cdot \mathbf {u} &=0\end{aligned}}\right.}

### Restricción incompresible (revisitada)
Volviendo al caso incompresible, ahora resulta evidente que la restricción incompresible típica de los casos anteriores es en realidad una forma particular válida para flujos incompresibles de la ecuación de energía, y no de la ecuación de masa. En particular, la restricción incompresible corresponde a la siguiente ecuación de energía muy simple:
{\displaystyle {De \over Dt}=0}
Así, para un fluido incompresible no viscoso la energía interna específica es constante a lo largo de las líneas de flujo, también en un flujo dependiente del tiempo. La presión en un flujo incompresible actúa como un multiplicador de Lagrange, siendo el multiplicador de la restricción incompresible en la ecuación de energía, y en consecuencia en flujos incompresibles no tiene significado termodinámico. De hecho, la termodinámica es propia de flujos compresibles y degenera en flujos incompresibles.
Basándose en la ecuación de conservación de la masa, se puede poner esta ecuación en la forma de conservación:
{\displaystyle {\partial \rho e \over \partial t}+\nabla \cdot (\rho e\mathbf {u} )=0}
lo que significa que para un flujo incompresible no conductivo y no viscoso se cumple una ecuación de continuidad para la energía interna.

## Mecánica clásica
Este sección contempla las connotaciones aplicables a la mecánica clásica; para fluidos compresibles con velocidades próximas a la velocidad de la luz se debe consultar ecuaciones relativistas de Euler.
Aunque formalmente las ecuaciones de Euler se reducen a flujo irrotacional en el límite de desaparición del número de Mach (es decir para números de Mach muy pequeños), esto no es útil en la práctica, debido esencialmente a que la aproximación de incompresibilidad no resta exactitud a los cálculos. La expresión diferencial de estas ecuaciones es la siguiente:

{\displaystyle {\partial \rho  \over \partial t}+\nabla \cdot (\rho \mathbf {u} )=0}
{\displaystyle {\partial (\rho {\mathbf {u} }) \over \partial t}+(\mathbf {u} \cdot \nabla )(\rho \mathbf {u} )+\nabla p=0}
{\displaystyle {\partial E \over \partial t}+\nabla \cdot (\mathbf {u} (E+p))=0}

donde {\displaystyle E=\rho e+\rho (u^{2}+v^{2}+w^{2})/2} es la energía total por unidad de volumen ({\displaystyle e} es la energía interna por unidad de masa para el fluido), {\displaystyle p} es la presión, {\displaystyle u} la velocidad del fluido y {\displaystyle \rho } la densidad del fluido. 
La segunda ecuación incluye la divergencia de un tensor diádico y puede quedar más clara de acuerdo a la siguiente notación:

{\displaystyle {\partial (\rho u_{j}) \over \partial t}+\sum _{i}u_{i}{\partial \rho u_{j} \over \partial x_{i}}+{\partial p \over \partial x_{j}}=0}

Nótese que las ecuaciones anteriores están expresadas en forma de conservación o equilibrio, dado que con esta forma se enfatiza su origen físico (y es además en gran medida la más conveniente para la simulación computacional de la dinámica de fluidos). El componente del momento de las ecuaciones de Euler se expresa del siguiente modo:
{\displaystyle \rho \left({\frac {\partial }{\partial t}}+{\mathbf {u} }\cdot \nabla \right){\mathbf {u} }+\nabla p=0}
aunque esta forma oculta la conexión directa existente entre las ecuaciones de Euler y la segunda ley de Newton (en particular, no es claramente intuitivo por qué esta ecuación es correcta y {\displaystyle \left(\partial /{\partial t}+{\mathbf {u} }\cdot \nabla \right)(\rho {\mathbf {u} })+\nabla p=0} no lo es). En formato vectorial las ecuaciones de Euler quedan expresadas del siguiente modo:
{\displaystyle {\frac {\partial U}{\partial t}}+{\frac {\partial F}{\partial x}}+{\frac {\partial G}{\partial y}}+{\frac {\partial H}{\partial z}}=0}
donde
{\displaystyle U={\begin{pmatrix}\rho \\\rho u\\\rho v\\\rho w\\E\end{pmatrix}}\qquad F={\begin{pmatrix}\rho u\\p+\rho u^{2}\\\rho uv\\\rho uw\\u(E+p)\end{pmatrix}}\qquad G={\begin{pmatrix}\rho v\\\rho uv\\p+\rho v^{2}\\\rho vw\\v(E+p)\end{pmatrix}}\qquad H={\begin{pmatrix}\rho w\\\rho uw\\\rho vw\\p+\rho w^{2}\\w(E+p)\end{pmatrix}}.\qquad }
Esta forma deja más claro que {\displaystyle F,G,H} son caudales.
Las ecuaciones anteriores representan por tanto la conservación de la masa, los tres componentes del momento y la energía. Hay por tanto cinco ecuaciones y seis incógnitas {\displaystyle (\rho ,u,v,w,E,p)}. Para cerrar el sistema se necesita una ecuación de estado; la ecuación de estado más comúnmente utilizada es la ley de los gases ideales ( p.e. {\displaystyle p=\rho (\gamma -1)e} ).
Una característica muy importante de las Ecuaciones de Euler es que debido a que proceden de una reducción de las Ecuaciones de Navier-Stokes despreciando los términos provenientes de los términos disipativos como hemos dicho al principio, estamos eliminando en las ecuaciones los términos en derivadas parciales de mayor grado: {\displaystyle \nabla {\overline {\tau }}} en la Ecuación de la Cantidad de movimiento así como {\displaystyle \nabla (K\nabla T)} y {\displaystyle \tau ':\nabla v} de la Ecuación de la Energía, estas ecuaciones no podrán cumplir con todas las condiciones de contorno naturales. En particular no cumplen con la condición de no deslizamiento en las superficies de contacto con sólidos o la condición de continuidad de la temperatura, estas discontinuidades carecen de importancia para muchas aplicaciones pero no para otras lo que conlleva a tratar en esas discontinuidades con otras ecuaciones que finalmente conllevarían a temas muy profusos dentro de esta disciplina como es la Teoría de la Capa Límite.
Por último hay que decir que en flujos supersónicos se producen otras discontinuidades en estas ecuaciones como son las Ondas de Choque o las Ondas de Mach.
Nótese la desigual forma para la ecuación de la energía; ver la ecuación de Rankine-Hugoniot. Los términos adicionales que contienen la expresión p (presión) pueden ser interpretados como el trabajo mecánico realizado por el fluido en un elemento de fluido por los elementos fluidos próximos que se mueven alrededor. Estos términos suman cero en un fluido incompresible.
La más conocida ecuación de Bernoulli puede ser obtenida integrando la ecuación de Euler a través de una línea de corriente (líneas a las que la velocidad del fluido es tangente en cada punto) asumiendo que la densidad es constante y con una ecuación de estado adecuada.

## Mecánica relativista
La generalización al caso relativista de las ecuaciones de Euler parte de la ley de conservación del tensor energía-impulso. Usando el convenio de sumación de Einstein dicha ley de conservación viene dada por:

(*){\displaystyle \nabla _{\mu }T^{\mu \nu }=0}

Donde:
{\displaystyle \nabla _{\mu }\,}, es la derivada covariante.
{\displaystyle T^{\mu \nu }\,}, es el tensor dos veces contravariante de energía-impulso del fluido.
En el caso de un fluido sensible al campo electromagnético entonces el segundo miembro de la anterior ecuación. Para el caso convencional de un fluido perfecto que no es influido por el campo electromagnético el tensor de energía-impulso viene dado por:

(**){\displaystyle T_{\mu \nu }=\left(\rho +{\frac {p}{c^{2}}}\right)u_{\mu }u_{\nu }+pg_{\mu \nu }}

Donde:
{\displaystyle \rho \,}, es la densidad másica del fluido en cada punto.
{\displaystyle p\,}, es la presión hidrostática en cada punto.
{\displaystyle u^{\alpha }\,}, son las componentes de la cuadrivelocidad.
{\displaystyle c\,}, es la velocidad de la luz.
{\displaystyle g_{\mu \nu }\,}, es el tensor métrico que describe la geometría del espacio-tiempo.
Si particularizamos las dos ecuaciones anteriores al caso de un fluido moviéndose en el espacio-tiempo plano, como en la teoría de la relatividad especial, las ecuaciones anteriores pueden escribirse más explícitamente. La componente temporal {\displaystyle \scriptstyle \nu =0} de (*) se reduce a una ecuación de continuidad:

{\displaystyle {\frac {\partial }{\partial t}}\left(\rho +{\frac {p}{c^{2}}}{\frac {v^{2}}{c^{2}-v^{2}}}\right)+{\boldsymbol {\nabla }}\cdot \left({\frac {\left(\rho +{\frac {p}{c^{2}}}\right)\mathbf {v} }{1-v^{2}/c^{2}}}\right)=0}